# Xarope tóxico para tosse
Desde a década de 1990, vários envenenamentos em massa por xarope tóxico para tosse ocorreram em países em desenvolvimento. Nesses casos, um ingrediente do xarope para tosse, a glicerina (glicerol), foi substituído por dietilenoglicol, uma alternativa mais barata à glicerina para aplicações industriais. O dietilenoglicol é nefrotóxico e pode resultar em síndrome da disfunção de múltiplos órgãos, especialmente em crianças.

## História
Houve envenenamentos na Indonésia, Panamá, China, Haiti, Bangladesh, Argentina, Nigéria, Índia (duas vezes) e Gâmbia entre 1992 e 2022, devido a xarope para tosse contaminado e outros medicamentos que incorporaram dietilenoglicol barato em vez de glicerina.

### Bangladesh
A descoberta e o rastreio de um xarope tóxico até à sua fonte tem sido difícil para os prestadores de cuidados de saúde e agências governamentais do Bangladesh devido à difícil comunicação entre os governos dos países desenvolvidos e dos países em desenvolvimento. Por exemplo, Michael L. Bennish, um pediatra estadunidense que trabalha em países em desenvolvimento, tinha sido voluntário no Bangladesh como médico e tinha notado uma série de mortes que pareciam coincidir com a distribuição do xarope para a tosse emitido pelo governo. O governo repreendeu as suas tentativas de investigar a medicação. Em resposta, Bennish contrabandeou frascos do xarope na sua mala quando regressava aos Estados Unidos, permitindo aos laboratórios farmacêuticos de Massachusetts identificar o dietilenoglicol venenoso, que pode parecer muito semelhante à glicerina, que é menos perigosa. Bennish escreveu um artigo de 1995 no British Medical Journal sobre a sua experiência, escrevendo que, dada a quantidade de medicamentos prescritos, o número de mortes "deve [já] estar nas dezenas de milhares".

### Gâmbia
Em outubro de 2022, a Organização Mundial da Saúde (OMS) anunciou uma ligação entre quatro xaropes pediátricos para tosse de uma empresa farmacêutica indiana e a morte de 66 crianças na Gâmbia por insuficiência renal. Acredita-se que os produtos (Solução Oral de Prometazina, Kofexmalina – Xarope para Tosse de Bebé, Makoff – Xarope para Tosse de Bebé e Magrip N – Xarope para Tosse) estão contaminados com dietilenoglicol e/ou etilenoglicol. Os produtos envolvidos foram fabricados pela Maiden Pharmaceuticals em dezembro de 2021.
Isso levou à proibição de produtos das empresas na Gâmbia, à uma investigação da CDSCO e a voluntários de agências de saúde na Gâmbia indo de porta em porta em uma retirada urgente dos remédios.
Em dezembro de 2022, um comitê parlamentar na Gâmbia recomendou o processo contra a empresa indiana Maiden Pharmaceuticals. Também recomendou a proibição de todos os produtos da empresa no país.
As autoridades indianas começaram a conduzir uma investigação sobre uma alegação de abril de 2023 de que um regulador farmacêutico no estado de Harianá, que ocupa um cargo sênior no departamento de saúde do estado, aceitou um suborno e trocou amostras de xarope para tosse contaminado antes que o laboratório do governo estadual os testasse. O xarope para tosse em questão foi produzido pela Maiden Pharmaceuticals e tem sido implicado na morte de crianças na Gâmbia. Testes conduzidos por dois laboratórios independentes em nome da OMS confirmaram a presença de toxinas letais – etilenoglicol e dietilenoglicol – no xarope. As autoridades indianas, no entanto, não encontraram nenhuma toxina, mas identificaram problemas de rotulagem com o xarope para tosse da Maiden Pharmaceuticals. Naresh Kumar Goyal, fundador da Maiden Pharmaceuticals, negou anteriormente qualquer irregularidade na produção do xarope.

### Ilhas Marshall e Micronésia
Em abril de 2023, a Organização Mundial da Saúde (OMS) informou que o xarope Guaifenesin TG, fabricado pela QP Pharmachem Ltd., em Punjab, Índia, continha "quantidades inaceitáveis de dietilenoglicol e etilenoglicol" nas amostras testadas. A declaração não mencionou se alguém havia sido afetado. Sudhir Pathak, diretor administrativo da QP Pharmachem, afirmou que o lote de 18 346 frascos havia sido exportado para Camboja após obter todas as aprovações regulatórias necessárias e que não sabia como o produto havia acabado nas Ilhas Marshall e na Micronésia.

### Indonésia
Em 2022, as mortes de quase 100 crianças na Indonésia foram relatadas como relacionadas a xarope para tosse e medicamentos líquidos. O xarope continha "quantidades inaceitáveis" de dietilenoglicol e etilenoglicol, ligados a insuficiência renal aguda (IRA). Em outubro do mesmo ano, as autoridades de saúde relataram mais de 200 casos de IRA em crianças, a maioria com menos de cinco anos. O Ministério de Saúde da Indonésia proibiu temporariamente a venda e prescrição de todos os xaropes e medicamentos líquidos, pois não estava claro se esses medicamentos eram importados ou produzidos localmente. A taxa de mortalidade chegou a 48 por cento nacionalmente e a 68 por cento para pacientes tratados no Hospital Geral Central Nacional Dr. Cipto Mangunkusumo.
O Ministro Coordenador do Desenvolvimento Humano e da Cultura, Muhadjir Effendy, pediu à Polícia Nacional que investigasse as alegações criminais por trás da fabricação de medicamentos contendo etilenoglicol acima do limite. A Agência de Investigação Criminal da Polícia Nacional coordenou com o Ministério da Saúde e com a Agência de Supervisão de Alimentos e Medicamentos a investigação. Até agora, a Indonésia é o país com o maior número de mortes no mundo por casos de IRA em crianças.

### Panamá
Em maio de 2007, foram registadas 365 mortes no Panamá. O dietilenoglicol é originário de um fabricante chinês, que o exportou como "glicerina TD" industrial com prazo de validade de um ano. As letras "TD" eram uma abreviação de "substituto" em chinês. Quando a Medicom, com sede no Panamá, recebeu o produto de um comerciante espanhol, mudou o nome para "glicerina" e a data de validade para quatro anos antes de vendê-lo ao governo do Panamá. Nem as empresas comerciais envolvidas nem o laboratório do governo do Panamá que processou o ingrediente testaram a substância para verificação. As autoridades chinesas disseram que não permitiriam mais o uso do nome "glicerina TD". Um dos funcionários do país que supervisiona a segurança de alimentos e medicamentos foi condenado à morte no final de maio por acusações relacionadas ao escândalo. O governo do Panamá deteve vários funcionários da Medicom e criou um fundo de 6 milhões de dólares para as vítimas.

### Uzbequistão
Em dezembro de 2022, o Ministério da Saúde do Uzbequistão disse que 18 crianças morreram de problemas renais e doenças respiratórias agudas após beberem xarope para tosse fabricado pela farmacêutica indiana Marion Biotech. A declaração não especificou em que período as mortes ocorreram. Como resultado, a Marion Biotech foi suspensa da Pharmexcil, um grupo comercial vinculado ao governo indiano. Como resultado, a polícia de segurança do estado do Uzbequistão prendeu quatro pessoas.
Fontes disseram à Reuters que Marion comprou propilenoglicol de grau industrial como ingrediente da Maya Chemtech India, que não tem licença para vender materiais de grau farmacêutico. Maya não está enfrentando acusações, mas a investigação está em andamento. Marion não testou o ingrediente que comprou.
O governo indiano determinou que, após junho de 2023, os fabricantes de xarope para tosse devem ter seus produtos testados antes de exportá-los. Essas empresas são obrigadas a obter um certificado de análise de um laboratório aprovado pelo governo. Uma lista de laboratórios aprovados, tanto no nível do governo central quanto estadual, foi fornecida onde as amostras podem ser testadas.

### Mundialmente
A Organização Mundial da Saúde (OMS) está abordando a ameaça global de xaropes tóxicos para tosse que causaram a morte de mais de 300 crianças em vários países. A OMS está trabalhando com mais seis países, elevando o total para 15 países, para rastrear esses medicamentos perigosos. O líder da equipe da OMS disse que os xaropes contaminados são um risco contínuo. Ele alertou que a presença de medicamentos contaminados pode persistir por vários anos, pois os armazéns ainda podem conter barris de propilenoglicol adulterado. Os fabricantes que exportaram o xarope para outros países na atual onda de incidentes são quatro fabricantes indianos (Maiden Pharmaceuticals, Marion Biotech, QP Pharmachem e Synercar) e um fabricante chinês (Fraken Group). Alertas de segurança foram emitidos por agências governamentais nos países afetados, bem como por países que realizam testes em seu nome e da OMS, enquanto as investigações sobre o assunto continuam. A OMS instou os países a aumentar a vigilância e oferecer apoio aos países que carecem de recursos para testes.